# Jacques Désiré Leandri
Jacques Désiré Leandri ( Córcega, 1903- 1982), fue un botánico y micólogo francés.
Realizó extensas expediciones botánicas recolectando flora de Marruecos, Córcega y Madagascar.

## Algunas publicaciones
- Leandri, JD. 1952. Les arbres et grands arbustes Malgaches de la famille des Euphorbiaceaes. Naturaliste Malgache 4: 47-82
- Ursch, E; JD Leandri. 1954. Les Euphorbes Malgaches Epineuses et Charnues du Jardin Botanique de Tsimbazaza : 144-154
- 1962. Notes sur les Euphorbiáceas Malgaches. Adansonia 2: 216-223
- Leandri, JD. 1966. "Un Naturaliste du Muséum a la Recherche des Quinquinas: Hugh Algernon Weddell (1819-1877)". Adansonia 6: 165-173

## Honores

### Eponimia
Género
- de hongos Leandria, y Leandriella Benoist

Especies
- Poecilostachys leandrii A.Camus

- La abreviatura «Leandri» se emplea para indicar a Jacques Désiré Leandri como autoridad en la descripción y clasificación científica de los vegetales.[1]